# تشارلز حيرام راندال
تشارلز حيرام راندال (بالإنجليزية: Charles Hiram Randall)‏ هو سياسي أمريكي، ولد في 23 يوليو 1865 في الولايات المتحدة، وتوفي بنفس المكان في 18 فبراير 1951. حزبياً، نشط في حزب المنع. انتخب عضو جمعية ولاية كاليفورنيا وانتخب عضو مجلس النواب الأمريكي.